# Mond-neusmasker

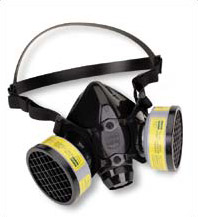
Ademhalingsbeschermingsmasker met verwisselbare filtercassettes

Een mond-neusmasker (ook neus-mondmasker of halfgelaatsmasker) is een masker dat de neus en de mond bedekt. In de zorg en industrie worden ze gebruikt als ademhalingsbeschermingsmasker of zuurstofmasker of ter bescherming van vloeistofspatten (chirurgisch mond-neusmasker).
Textielen halfgelaatsmaskers worden ook wel aangeduid als mondkapje, meestal voor eenmalig gebruik, bijvoorbeeld als stofmasker. Mond-neusmaskers kunnen ook van een hard materiaal gemaakt zijn, en zijn in dat geval meestal voorzien van een filtercassette. Indien ook de ogen beschermd dienen te worden wordt gesproken over een volgelaatsmasker, zoals het geval is bij een gasmasker.
Er worden onder meer maskers voor in de bouw, maskers voor in de industrie, voor medische zorg en "niet-medische mond-neusmaskers" onderscheiden. In vliegtuigen zijn ze aanwezig om in geval van nood bij wegvallende druk zuurstof toe te dienen.

## Geschiedenis
Het gebruik van mond-neusmaskers ter bescherming tegen schadelijke verontreiniging is al in de oudheid ontstaan. Een medium om stof uit te filteren was waarschijnlijk de eerste stap in deze ontwikkeling. Het gebruik van losse dierenblaasvellen over het gezicht, om te beschermen tegen het inademen van vermiljoen stof, werd beschreven door Plinius de Oudere. Eeuwen later, in de zestiende eeuw, drong Leonardo da Vinci aan op het gebruik van natte doeken over de mond en neus om bescherming te bieden tegen het inademen van schadelijke deeltjes. Ook Georgius Agricola noemde het gebruik van vezelmateriaal om inademing van stof bij mijnbouwactiviteiten te voorkomen. In de achttiende eeuw pleitte Bernardino Ramazzini, bekend als de vader van de arbeidsgeneeskunde, voor verbetering van de ademhalingsbescherming tegen de gevaren van arseen, gips, kalk, tabak en silicastof.

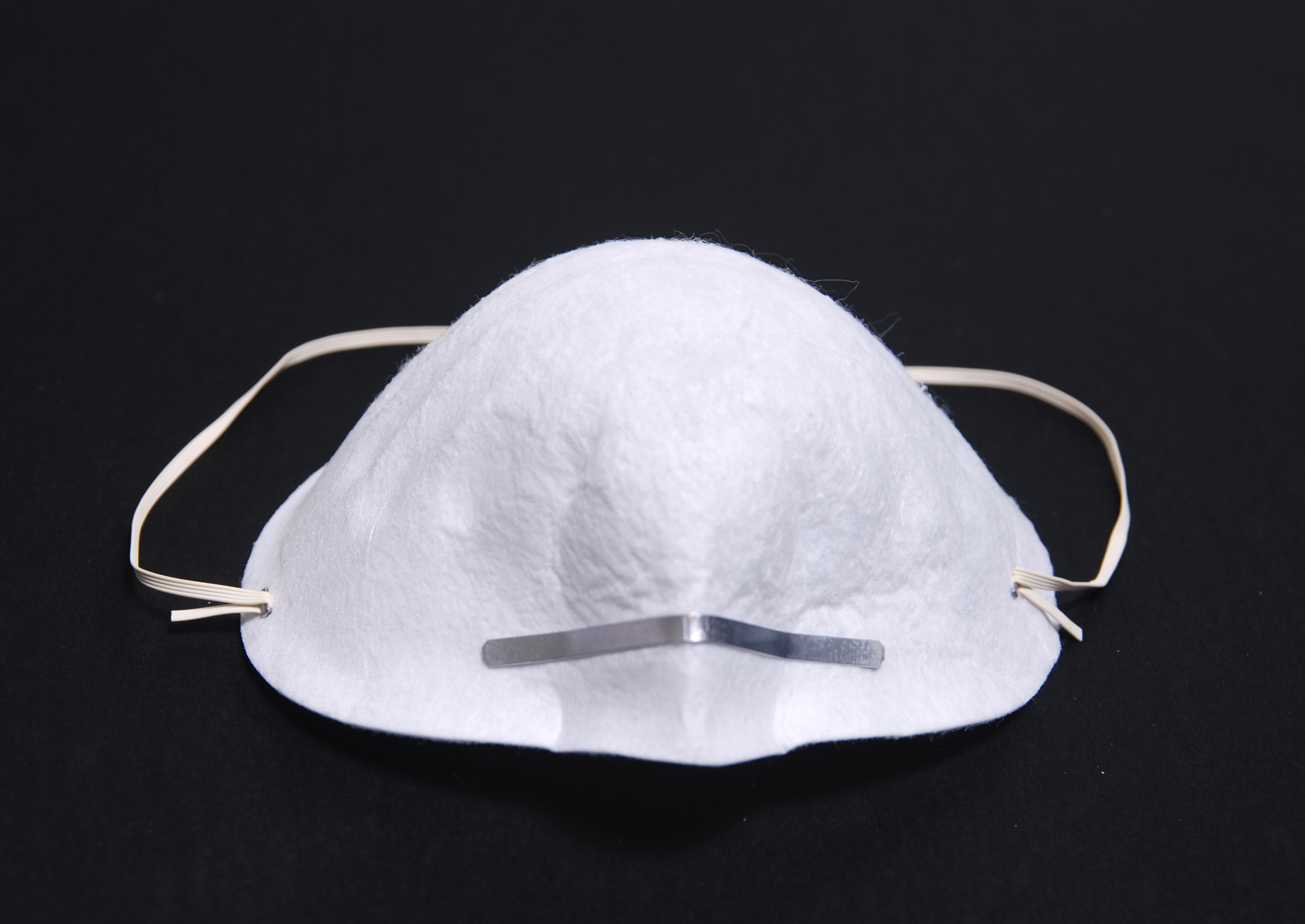
Een stofmasker (stofkapje)

Door het uitbreken van de pest zorgden ontwikkelingen voor het gebruik van pestmaskers bij artsen om hen te beschermen tegen de infectieziekte. Het eerste bewijs van het gebruik van een pestmasker met beschermende neus houder stamt uit 1656: de Deense arts Thomas Bartholin had een afbeelding van een pestarts uit Italië in zijn verzameling van kleding voor artsen tijdens epidemieën opgenomen. Het masker zou een beschermende functie hebben gehad tegen een epidemie die in Rome heerste. In de jaren zestig van de zeventiende eeuw voegde de arts Jean Jacques Manget een afbeelding van een pestarts toe aan zijn medische literatuur. Dit masker diende als bescherming tegen de pestepidemie in Marseille. Ondanks dat de twee afbeeldingen een aantal verschillen vertonen, is de beschermende kledij erg vergelijkbaar. Gelijksoortige, latere afbeeldingen van pestmeesters zijn op deze twee illustraties gebaseerd. Er zijn weinig documenten of andere dergelijke bewijzen van beschermende kleding gevonden voor de zeventiende eeuw die vergelijkbaar zijn met het symbolische beeld van de pestartsen. De pestmaskers beschikken over een snavelachtige vorm. Deze snavel werd gevuld met kruiden en andere geurige stoffen.
In 1878 was A.J. Jessup, een arts uit New York, de eerste die opmerkte dat katoenen gaas het binnendringen van bacteriën in reageerbuizen kon voorkomen. Hij stelde voor om deze ontwikkeling door te zetten, in de hoop daar maskers van te kunnen maken ter preventie van het binnendringen van pathogenen in de longen en het bloed.
De Duitse hygiënist Carl Friedrich Flügge publiceerde in 1897 zijn onderzoek naar druppelinfecties. Er werd veel focus gelegd op het ademhalingssysteem als overdrager van pathogenen en bacteriën. Hij legde uit dat wanneer een chirurg hoest, niest of zelfs praat tijdens de operatie, de uitgeademde druppeltjes een sepsis van de operatiewond kunnen veroorzaken, indien deze besmet zijn met bacteriën. Hij benadrukte hierbij dat chirurgen hun mond moeten bedekken tijdens de operatie. In 1897 ging Flügge ook een samenwerking aan met Johannes von Mikulicz. Zij onderzochten het gebruik van ‘mondverband’, een enkel laags-masker gemaakt van gaas, tijdens het uitvoeren van een operatie. Na dit onderzoek volgden meer studies naar pathogenen die zich bevinden in de lucht van de operatiekamer.
De rol van mond-neusmaskers als medium tegen het beheersen van een epidemie werd voor het eerst gedemonstreerd door Dr. Wu Lien-teh in China. Ten tijde van de Mantsjoerijse Plaag van 1910-1911, waarbij het Chinese, Russische en Japanse rijk betrokken waren, benadrukte hij het verplichte gebruik van een ‘anti-plaag masker’ gemaakt van katoenen gaas. Het gebruik van dit mond-neusmasker, samen met andere epidemische maatregelen, was nuttig om de uitbraak in te dammen.
Ook tijdens de Spaanse Griep (1918-1919) werd het dragen van een mond-neusmasker in het openbaar verplicht om besmetting te voorkomen. Je mocht bijvoorbeeld niet deelnemen aan het openbaar vervoer zonder een masker te dragen.
Het eerste rapport over de efficiëntie van medische gaas-maskers verscheen in 1918. Kort hierna werd geconcludeerd dat de maskers pas efficiënt zouden zijn als deze bestonden uit dichter en dikker gaas. Zo werd een gaas-masker van drie tot vier lagen effectief gebruikt in militaire kampen in de Verenigde Staten tijdens de Eerste Wereldoorlog.
Aan het eind van de jaren twintig werden de gaas-maskers veel en wijdverbreid gebruikt. In de jaren dertig ontstonden variaties op het gaas-masker type, zoals papieren maskers, absorberende gaas-maskers en filter maskers die bestonden uit gaas en katoen.
In de jaren veertig verminderde de interesse naar het onderzoek over de efficiëntie van medische maskers. Dit was een gevolg van de introductie van antibiotica als controlemiddel voor infecties. In de jaren vijftig ontstond een nieuwe interesse naar mondmaskers die bescherming boden voor open wonden tegen vrijkomende pathogenen uit de mond en neus van het dokters personeel. In Amerika werd in de jaren zestig de medische wegwerp kleding, zoals de wegwerp mondkapjes, geïntroduceerd en het werd hierna al snel over de hele wereld gebruikt.

## Medische mond-neusmaskers
Er wordt een onderscheid gemaakt tussen medische en niet-medische mond-neusmaskers. De medische maskers worden in de zorgsector gebruikt om steriel en voorzichtig te handelen voor de bescherming van patiënten. Dit masker zorgt ervoor dat de hoeveelheid micro-organismen, afkomstig uit de neus en mond, minder of niet verspreid worden. Zo blijft een patiënt, vaak met een zwakke weerstand, beschermd tegen de bacteriën van de medewerker. Tevens wordt de zorgmedewerker beschermd tegen spattend vloeistof van de patiënt, zoals bloed. Dit wordt bij gelegenheid gecombineerd met een face shield. In tegenstelling tot de medische maskers zijn de niet-medische maskers voor civiel gebruik. Deze worden dan ook vaak in een andere context gebruikt.
Er zijn twee verschillende soorten medische maskers: het chirurgische mondmasker en FFP-masker (Filtering Face Piece). Het chirurgisch mondmasker wordt gekenmerkt door de drie vouwen in het midden en zit los over het gezicht van de drager. Dit masker houdt een gedeelte van de micro-organismen tegen, bij uitademing van de drager, door een absorberend textiel in het masker. De uitstroom van de overige organismen vindt plaats bij de oren van de drager en dus van de patiënt af. Doordat het masker alleen gedeeltelijk de bacteriën tegenhoudt is het noodzakelijk om het in combinatie te gebruiken met een gesloten, steriele operatiekamer. Tevens is het belangrijk dat de mondmaskers weggeworpen en vervangen worden na een bepaalde duur van het dragen of na een operatie. Er zijn drie categorieën chirurgische maskers die gecertificeerd zijn:
- Type I
- Type II
- Type IIR

Naast het chirurgische masker is er ook het FFP-masker. Dit voorgevormde masker zit strakker over het gezicht en heeft een neusbrug aan de bovenkant. Het zorgt ervoor dat de drager beschermd is tegen externe schadelijke stoffen, waaronder virussen. In tegenstelling tot het chirurgische masker, waar gefilterd wordt bij het uitademen, filtert het FFP-masker bij het inademen. Hiervoor moet het mond-neusmasker aansluiten op het gezicht van de drager. Het masker is gecertificeerd door de Europese Unie en heeft drie niveaus van dichtheid:
- FFP1 (minimaal 80% van de deeltjes wordt tegengehouden)
- FFP2 (minimaal 94% van de deeltjes wordt tegengehouden)
- FFP3 (minimaal 99% van de deeltjes wordt tegengehouden)

Dit masker is ongeveer gelijk aan het Amerikaanse gecertificeerde N95-masker.
In 2020, tijdens de Covid-19 uitbraak, was er een ernstig tekort aan medische mond-neusmaskers. Het was vooral de productie van het melt-blown filter, het middelste deel van een drie laags-masker, waar een tekort van was. China is de grootste producent van dit filter en produceerde voor Covid-19 20 miljoen maskers per dag. Nadat de overheid de productie had vergroot, produceerde China 116 miljoen maskers per dag. Desondanks was dit niet genoeg om de hele wereldbevolking te voorzien van medische maskers. Hierdoor werd er opgeroepen om geen medische maskers te gebruiken buiten de gezondheidssector om. Zo moesten de meeste mensen overstappen naar niet-medische maskers en wordt er nog steeds een manier gezocht om de productie van medische mond-neusmaskers te vergroten.

## Niet-medische mond-neusmaskers
Niet-medische mond-neusmaskers zijn maskers die bedoeld zijn voor burgers in de publieke ruimtes. Deze maskers zijn te herkennen aan hun simpele vorm van een stukje stof met een elastiek aan beide uiteinden voor om de oren. In sommige landen is het dragen van een mond-neusmasker verplicht. Het varieert per land in welke situaties de verplichting geldt. Er zijn niet-medische mond-neusmaskers voor eenmalig gebruik, maar ook soorten van katoen die gewassen kunnen worden en soorten met verwisselbaar filter. De voornaamste reden voor het dragen van niet-medische mond-neusmaskers is ter bescherming van het individu, zoals het tegengaan van de kou en tegen luchtvervuiling. Tevens wordt het masker gebruikt als modestatement of als protestmiddel.
In Azië is het dragen van een mond-neusmasker verbonden aan een cultureel symbool. Het begon als een voorzorg tegen ziektes, maar het is uitgegroeid tot een statussymbool.
Een ander bekend niet-medisch mond-neusmasker is het gasmasker. In tijden van oorlog werd dit masker als voorzorgsmaatregel gedragen. Het wordt gebruikt om de longen, de ogen en het gezicht van de drager te beschermen tegen giftige gassen. Het masker is zo gemaakt dat er een filter is ingebouwd die de ingeademde lucht filtert, waardoor alle kleine giftige stofdeeltjes niet worden ingeademd.